# Ait (nome)
Ait (anche Aït, grafia francese, o Ayt, ortografia berbera; pronuncia a seconda delle regioni ['æjt], ['æjÞ], ecc.) è un elemento che  compare spesso negli antroponimi maghrebini. È una parola berbera il cui significato è quello di "figli (di)", e che viene normalmente usato per denominare clan, tribù o confederazioni di tribù (analogamente a banū nei nomi di tribù arabi).
Il termine è il plurale di u (scritto anche ou; tuareg ag), "figlio (di)", frequente nei nomi di persona che utilizzano il patronimico (ad esempio Si Mohand ou-Mhand, "Si Mohand figlio di Mhand" o Musa ag Amastan, "Musa figlio di Amastan").
In certe regioni il termine ha una forma At (a volte scritto Ath), il che moltiplica le grafie che si possono trovare per questo stesso elemento onomastico. Spesso nell'amministrazione il termine viene arabizzato in banū/beni (per esempio la regione degli At Yenni in Cabilia è denominata ufficialmente Beni Yenni).

## Alcuni esempi
- Lounis Ait Menguellet - un cantante berbero della Cabilia, appartenente agli "Ait Menguellet"
- Ait Atta - una celebre tribù berbera del Marocco
- Ait-Ben-Haddou - una città del Marocco che prende il nome dalla tribù che vi abitava